# Міський пейзаж

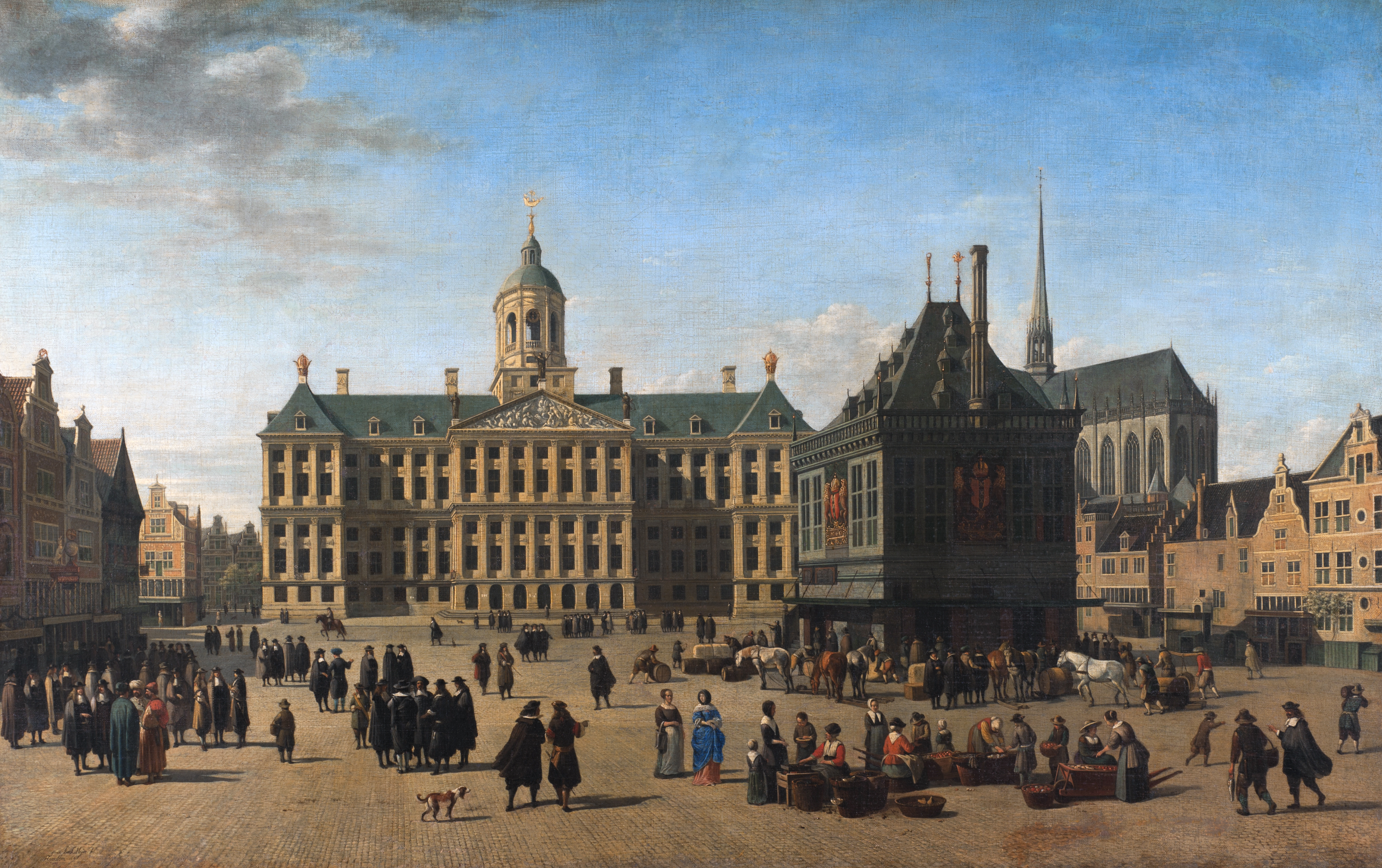
Площа Дам в Амстердамі, Герріт Адріаенш Беркхайде, б. 1660 рік

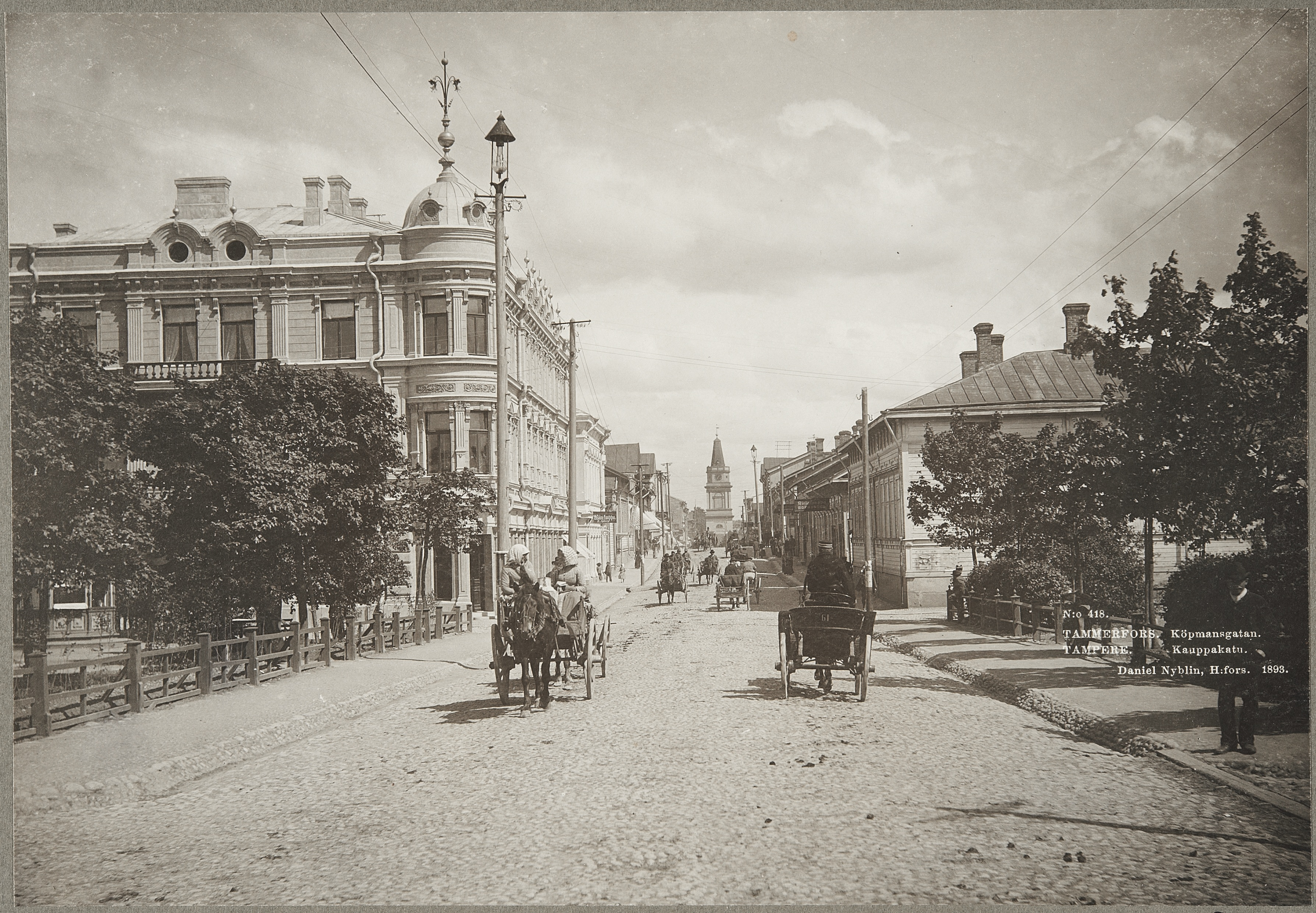
Тампере, Фінляндія в 1890-х роках

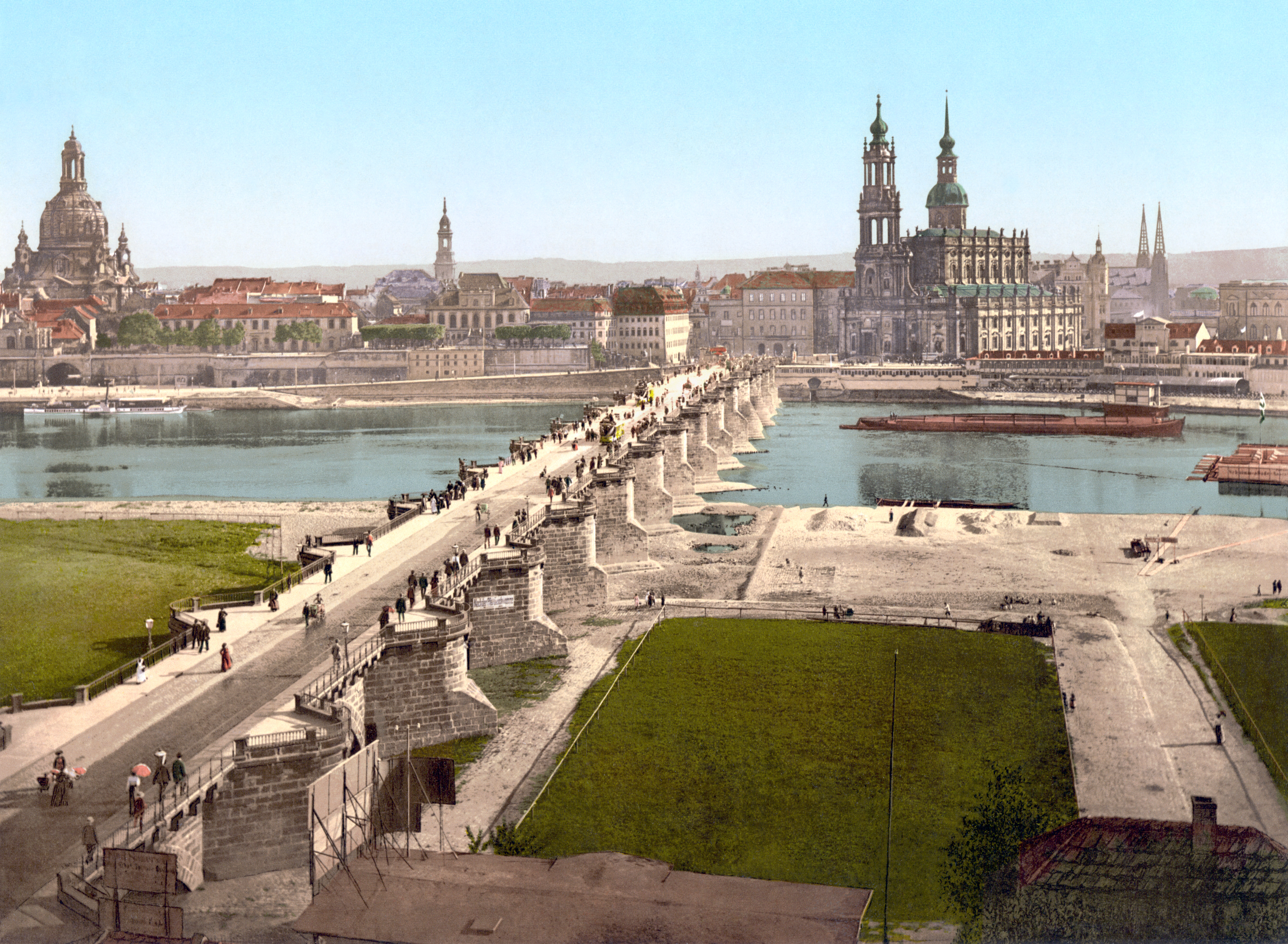
Дрезден, Німеччина в 1890-х роках

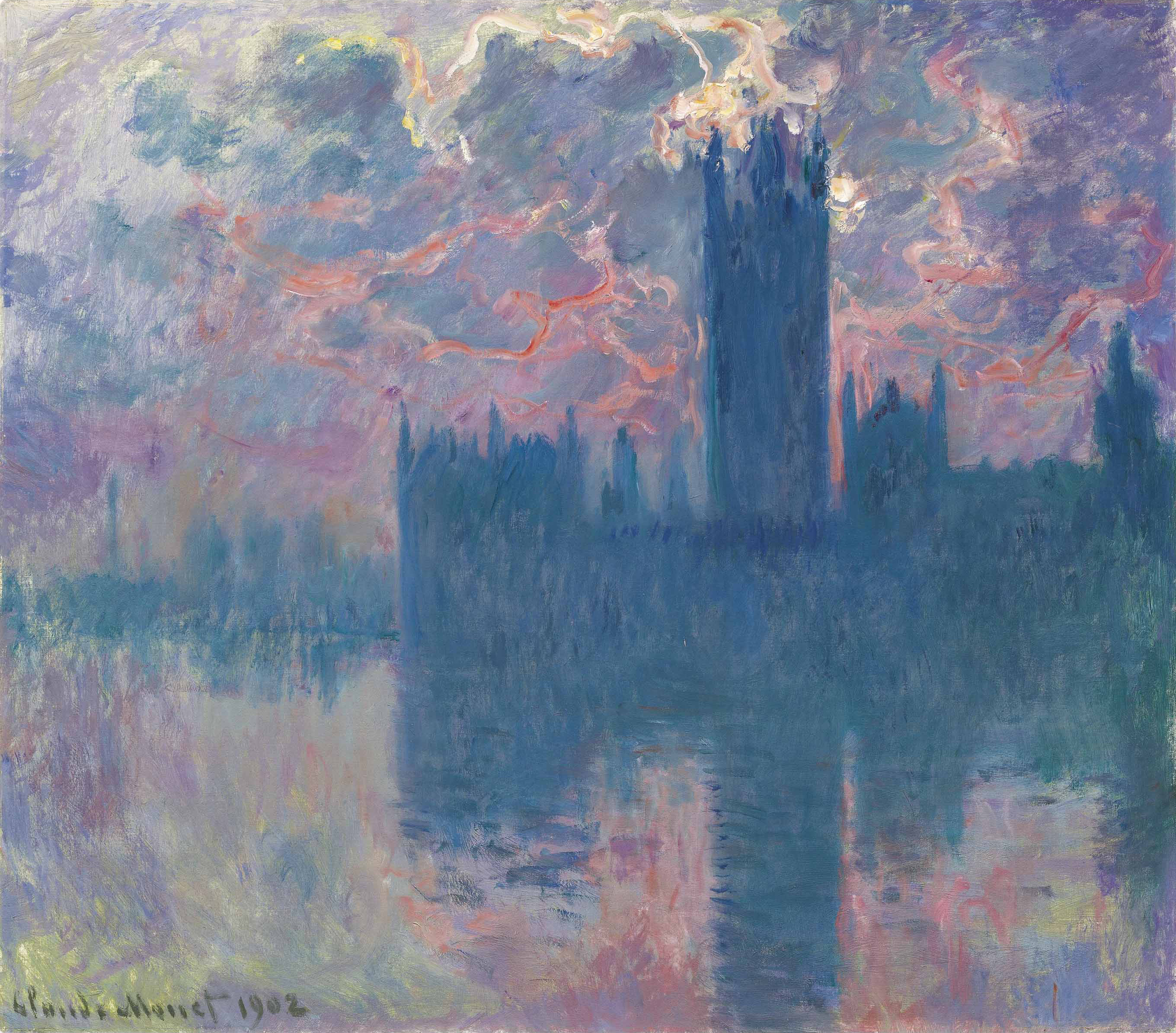
Будинки парламенту, захід сонця, 1902, Клод Моне

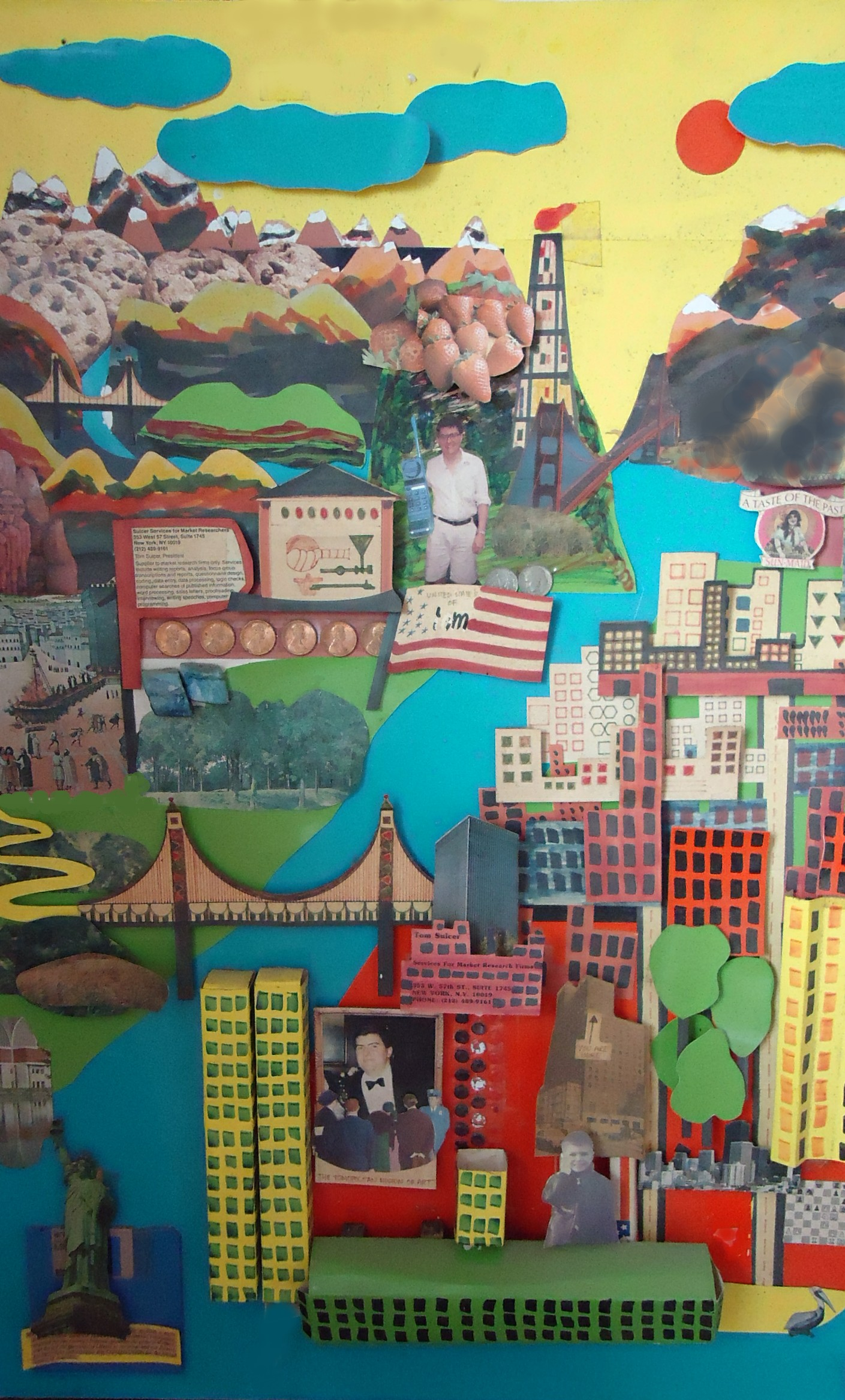
Міський пейзаж Нью-Йорка у 1980-х

У візуальному мистецтві міський пейзаж — художнє зображення фізичних аспектів міста чи міського району, таких як живопис, малюнок, друк чи фотографія. Це міський еквівалент ландшафту. Міський пейзаж приблизно є синонімом міського краєвиду. У міському дизайні терміни стосуються конфігурації форм побудови та простору між будівлями. 

## Історія міських пейзажів у мистецтві
Першим століттям нашої ери датується фреска в термах Траяна у Римі, на якій зображений вид з висоти пташиного польоту над стародавнім містом Рим. У середні віки міські пейзажі використовувалися як фон для портретів та картин на біблійні теми. З XVI по XVIII століття було зроблено численні відбитки та офорти на мідних пластинах, що показують міста з висоти пташиного польоту. Функція цих відбитків полягала в наданні огляду, схожого на карту.
На картині-сувої китайського художника Чжан Дзедуань «Цинмін шан хе ту» («Свято Цинмін на річці») зображено панорамний вид столиці імперії Північна Сун.
У середині XVII століття міський пейзаж став самостійним жанром у Нідерландах. У своєму знаменитому «Краєвиді Делфта» у 1660–1661 рр. Ян Вермеер написав досить точний пейзаж міста Делфт. Такі міста, як Амстердам, Гарлем та Гаага, також стали популярними темами для живопису. Художники з інших європейських країн (Великої Британії, Франції, Німеччини) наслідували приклад Нідерландів. XVIII століття було періодом розквіту міського пейзажу у Венеції (Каналетто, Гварді).
Наприкінці XIX століття імпресіоністи зосередились на атмосфері та динаміці повсякденного життя міста. Приміські та промислові райони, будівельні майданчики, залізниці також стали предметами для міських пейзажів. Протягом XX століття увага була зосереджена на абстрактному та концептуальному мистецтві, отже, зображення міських пейзажів стало зустрічатися значно рідше. Американський художник Едвард Гоппер малював Нью-Йорк та маленькі провінційні містечка, відкрив новий жанр — портрет будинку.  З відродженням фігуративного мистецтва наприкінці 20 століття настає переоцінка міського пейзажу. Відомі сучасні майстри міського пейзажу: Рекстро Даунс, Антоніо Лопес Гарсія та Річард Естес. 

## Вибрані художники міського пейзажу
| - Олександр Беггров - Бернардо Беллотто - Йоганн Бертельсен - Джордж Хендрік Брайтнер - Гюстав Кайботт - Каналетто - Едуард Леон Кортес - Джон Аткінсон Гримшоу | - Франческо Гварді - Чайлд Хассам - Ян ван дер Гейден - Ісаак Ізраельс - Маттей Меріан - Джорджія О'Кіф - Каміль Піссарро - Джейкоб Лоуренс | - Поль Сіньяк - Альфред Сіслей - Ян Вермер - Брайан Вілан - Джеймс Вістлер - Гай К. Віггінс - Стівен Вілтшир |